# Castroregio
Castroregio é uma comuna italiana da região da Calábria, província de Cosenza, com cerca de 471 habitantes. Estende-se por uma área de 38 km², tendo uma densidade populacional de 12 hab/km². Faz fronteira com Albidona, Alessandria del Carretto, Amendolara, Cersosimo (PZ), Oriolo.

## Demografia
| Variação demográfica do município entre 1861 e 2011                               |
|                                                                                   |
| Fonte: Istituto Nazionale di Statistica (ISTAT) - Elaboração gráfica da Wikipedia |